# Jatropha pedersenii
Jatropha pedersenii là một loài thực vật có hoa trong họ Đại kích. Loài này được Lourteig mô tả khoa học đầu tiên năm 1955.